# Nicola Brischigiaro
Nicola Brischigiaro (Dolo, 16 marzo 1970) è un apneista italiano.

## Biografia
Nato a Dolo, si trasferisce ad Aosta nel 1982. Nel 1994 partecipa alla trasmissione televisiva Scommettiamo che? vincendo la scommessa, che consisteva nel percorrere 100 metri in apnea a rana senza pinne.
Nel 1995 conquista poi il suo primo record mondiale in apnea a Siracusa pinneggiando per 155.60m in 2'24”. Il 1996 è l'anno in cui incomincia a cimentarsi con le apnee sotto il ghiaccio, percorrendo 25 metri lineari con le pinne nel lago Verney in Valle d'Aosta. Nel 1997 si migliora raggiungendo i 60 metri, sempre con le pinne. Nello stesso anno a Torino realizza un record mondiale omologato AIDA con 111m di apnea lineare a Rana Subacquea in 2'12”. Nel 1998 porta a 80m il primato di apnea linerare sotto i ghiacci al lago di Anterselva in Trentino-Alto Adige. A fine settembre dello stesso anno effettua una performance scientifica con 140m lineari a delfino alle Cinque Terre. Ritocca ancora, ormai con cadenza annuale i suoi primati sotto ghiaccio, raggiungendo nel 1999 gli 85 metri, e nel 2002 facendosi trainare da uno scooter subacqueo, raggiunge i 100 metri.
Fonda la scuola di apnea "Apnea National School" che si occupa anche di didattica e formazione per le attività acquatiche dedicate al benessere delle gestanti e dei neonati e dei diversamente abili. Nel 2010 attraversa un centinaio di metri di Piazza San Marco a Venezia, in apnea, sfruttando l’alta marea di 135 cm. Dal 2014 gestisce la piscina di Variney, ubicata a Gignod.